# Лютер, Вильгельм Александрович
Вильгельм Александрович Лютер (Luther) фон (1876, Ревель — 1940, Нарва) — русский инженер-кораблестроитель, директор Русско-Балтийского завода в Таллине, генерал-майор Корпуса корабельных инженеров.

## Биография
Вильгельм (Василий) Александрович Лютер родился 6 марта 1876 года в Ревеле Эстляндской губернии Российской империи, в немецкой семье.

## Служба в царской России

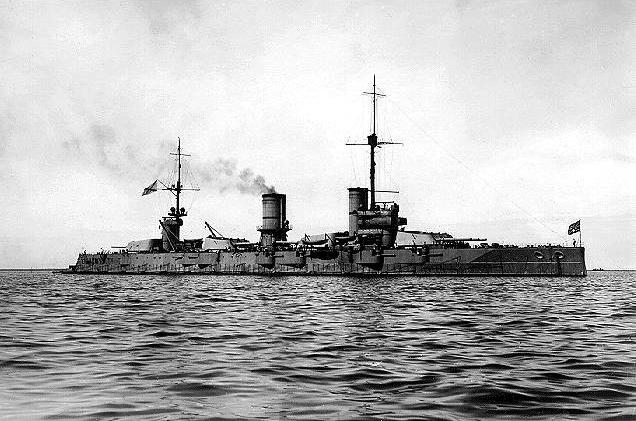
Линейный корабль «Полтава». Строитель В. А. Лютер

Службу начал на кораблях Балтийского Флота в 1893 году. В 1896 году, после окончания механического отделения Морского технического Императора Николая I училища в Кронштадте, был произведён в чин младшего инженер-механика и направлен для прохождения службы заведующим артиллерийскими гидравлическими и паровыми механизмами броненосца «Наварин». В 1896—1900 годах участвовал в переходе броненосца «Наварин» на Тихий океан, в плаваниях в Восточно-Китайском и Японском морях
С июня 1900 года В. А. Лютер проходил кораблестроительную практику в Петербургском порту при постройке броненосца «Орёл». В 1901 году сдал экзамен и был аттестован на кораблестроительного инженера. В 1902 году произведён в старшие помощники судостроителя и переведён в Корпус корабельных инженеров. Был прикомандирован к Николаевскому порту. Участвовал в достройке броненосца «Князь Потёмкин-Таврический» помощником строителя корабельного инженера А. Э. Шота. В 1902—1903 годах был помощником строителя, а затем строителем бронепалубного крейсера «Кагул» (25 марта 1907 года переименован в «Память Меркурия»), которого спустил на воду.
В 1906 году в Севастопольском военном порту инженер В. А. Лютера руководил капитальным ремонтом корпуса и механизмов восстанавливаемого бронепалубного крейсера «Очаков». В 1907 году из старшего помощника судостроителя переименован в капитаны. В том же году переведён в Санкт-Петербург на Адмиралтейский судостроительный завод. В 1908 году окончил кораблестроительное отделение Николаевской Морской академии. В 1909 году произведён в чин подполковника Корпуса корабельных инженеров. В 1909—1912 годах был строителем линейного корабля «Полтава».
В 1912 году произведён в полковники и назначен помощником начальника Адмиралтейского судостроительного завода. В 1914 году был назначен помощником, затем старшим помощником начальника кораблестроительного отдела Главного управления кораблестроения. 30 июля 1915 года был произведён в генерал-майоры за отличную ревностную службу и особые труды, вызванные обстановкой войны, со старшинством на основании Высочайшего повеления от 23 декабря 1913 года.

## В советский период
С 23 июня 1917 года находился в резерве Морского министерства. С 1917 работал в «Судотресте». В марте 1918 года приказом по флоту и морскому ведомству назначен председателем комиссии по ликвидации строительных заказов.

## В Эстонской республике
С декабря 1918 по октябрь 1921 года исполнял обязанности директора Русско-Балтийского завода в Таллинне. После ревизии завода трудовой инспекцией был оштрафован на крупную сумму за нарушение некоторых положений трудового кодекса (отсутствие на заводе расчётных книг, книг личных счетов и списков рабочих и т. д.). Решением попечительского совета завода был освобождён от занимаемой должности. Лютер обжаловал решение попечительского совета, но безрезультатно. На март 1927 года был членом Кассы взаимопомощи моряков бывшего Российского императорского флота.
Вильгельм Александрович Лютер умер в 1940 году, похоронен в Нарве (Эстония).

## Награды
- Орден Святого Станислава 3 степени (1903)
- Орден Святой Анны 3 степени (1907)
- Орден Святого Станислава 2 степени (1911)
- Орден Святой Анны 2 степени (1914)
- Орден Святого Владимира 3 степени (30 июля 1916)
- Медаль «За труды по отличному выполнению всеобщей мобилизации 1914» (1916).